# Kawahíb
Kawahíb jezici (Subgroup VI, podskupina VI), skupina indijanskih jezika porodice tupi-guarani. Obuhvaća jezike Indijanaca, poglavito iz Rondonije koji vuku porijeklo od nadvladanog starotupijskog plemena Cabahiba. Obuhvaća više jezika: amundava [adw]; apiaká [api]; júma [jua]; karipúna [kgm]; karipuna [kuq]; morerebi [xmo]; paranawát [paf]; tenharim [pah]; tukumanféd [tkf]; uru-eu-wau-wau [urz]; uru-pa-in [urp]; wiraféd [wir].
Razni autori u nju klasificiraju:
- Ethnologue 2005: wiraféd, uru-eu-wau-wau, tukumanféd, tenharim (ukljulujući kao dijalekte tenharim, diahói, mialát, parintintín, karipuna jaci paraná, kagwahiv), paranawát, morerebi, karipuná (uključujući kao dijalekte, pama i jacaria), júma, apiacá, amundava,[1]:
- Kaufman 2007: makirí, uruewawau, apiaká, parintintín[2]
- Campbell 1997: parintintín uključujući kao dijalekte kawahib, tukumanfed, parintintín i diahoi), makirí, uruewawau, apiaká[3]
- Campbell, Lyle: Zo'é, parintintín, makirí, uruewawau, apiaká[4]
- Rodrigues, Cabral: Júma, karipúna, tupí-kawahíb, diahói, kayabí, piripkúra, uruewawau, apiaká, tenharín, parintintín, amondáwa[5]